# スカル・アンド・ボーンズ

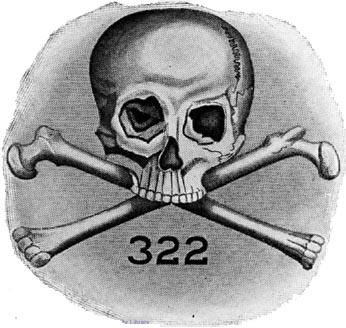
スカル・アンド・ボーンズのエンブレム

スカル・アンド・ボーンズ（Skull and Bones、S&B、頭蓋骨と骨）は、アメリカのイェール大学にある秘密結社。「The Brotherhood of Death」の異名がある。会員名簿は公開されている。ウィリアム・ハンティントン・ラッセルと、従兄弟のサミュエル・ラッセルが1832年に設立した。また彼らはラッセル商会とカルパーリングをも創設した。

## 概要
構成員同士が協力し合いアメリカで経済的・社会的に成功することを目的としている。週に2回、ニューヘイヴンのクラブストリートのはずれの窓のないクラブハウスで議論をするために集まる。なお、イェール大学には、他に、「スクロール＆キー」「ベルセリウス」「ブック＆スネーク」「ウルフズヘッド」と呼ばれる結社が存在している。
1832年、ウィリアム・ハンティントン・ラッセルがアルフォンソ・タフトとともに設立した。当初は「エウロギアクラブ」という名前であった。
アメリカの大学に複数ある排他的結社の一つで、入会に関する一切が不明であり、ただ大学の「新入生の中から15人選出される」ことのみが判明している。
入会式に関しては、「新入生がドロレスをする」「棺桶に入り、初体験などを告白する」と言われる。入会者へは高価な振り子時計が送られ、卒業の際には1万6000ドルが送られるという。
322という数字に意味を付けている。「新入生には、322のナンバープレートを盗ませる」「入会に際し、頭蓋骨と322が描かれ、リボンがかけられた黒い封筒が送られる」「デモステネスの没年である紀元前322年を基本とし、会員（ボーンズマンと呼ばれる）は同年を紀元1年とするカレンダーを使う」などと言われている。
これに関し、スカル・アンド・ボーンズは元来ドイツの大学の学友会で、W・H・ラッセルが、在学中ドイツへ留学したおり、当地の学生と深い親交を結び、帰国後フラタニティの名前を「322番目の」学生結社とした、という説がある。　
2004年アメリカ大統領選挙の候補者であったジョン・ケリー（1966年）や、ジョージ・W・ブッシュ（第43代大統領。入会時は1968年）、その父である第41代大統領ジョージ・H・W・ブッシュ（1948年）や、祖父プレスコット・ブッシュ（1917年）もS&Bのメンバーだった。
歴代のCIA長官はジョージ・H・W・ブッシュをはじめとしてボーンズマンが務めてきた。その他、ボーンズマンは金融、石油といった産業界の中枢だけでなく、国防総省、国務省などの政府機関にも存在している。

## RSF
ボーンズマンDaniel Coit Gilmanは、Timothy Dwight V・アンドリュー・ディクソン・ホワイトの2人とベルリン大学へ哲学を学びに留学した仲間だったが、1856年にS&Bを Russel Trust Association として改組した。これはRussell Sage Foundationの前身である。

## 登場する映像作品
- 「ザ・スカルズ/髑髏の誓い」2000年
- 「グッド・シェパード」2007年